# Näsbergstjärnen (Vemdalens socken, Härjedalen)
Näsbergstjärnen är en sjö i Härjedalens kommun i Härjedalen och ingår i Ljusnans huvudavrinningsområde.